# Стельмащук Галина Григорівна
Гали́на Григо́рівна Стельмащу́к (нар. 10 травня 1943, Городині) — український науковець у галузі історії і теорії декоративно-ужиткового мистецтва, мистецтвознавчої критики, етнології. Доктор мистецтвознавства, професор Львівської національної академії мистецтв. Академік Національної академії мистецтв України (2017).

## Життєпис
Народилася 10 травня 1943 року в селі Городині тепер Луцького району Волинської області.
У 1948 році батьки заарештовані і вивезені. Реабілітовані у 1992 році.
Середню школу закінчила у 1960 року в дитячому будинку с. Крупа-Границя Луцького району Волинської області.
У 1971 році закінчила Львівський державний інститут прикладного і декоративного мистецтва.
У 1976—1989 роках — науковець у Львівському відділенні ІМФЕ ім. М. Т. Рильського АН УРСР (тепер — Інститут народознавства НАН України).
З 1989 року — на викладацькій роботі у Львівському державному інституті прикладного і декоративного мистецтва (тепер — Львівська національна академія мистецтв). У 2003—2024 роках — завідувач кафедри історії і теорії мистецтва.
Доктор мистецтвознавства (1994), професор (на посаді від 1993 рок, присвоєно вчене звання професора у 1996 році), член НСХУ (1989). Академік Національної академії мистецтв України (з 20 червня 2017 року).
З 22 жовтня 2024 року професорка кафедри дизайну Волинського національного університету імені Лесі Українки.

## Науковець
Автор друкованих монографій, навчальних посібників, розділів у колективних наукових виданнях НАН України. Регулярно публікується у періодиці (близько 400 публікацій). Наукові напрацювання Г. Стельмащук відомі в Україні і за кордоном. Вона публікувалася у часописах США, Польщі, Канади, Росії, Білорусі.
Частину її наукового доробку становлять розділи у колективних працях:
- «Народні художні промисли України» (Київ: Наукова думка, 1986);
- «Общественный, семейный быт и духовная культура Полесья» (Минск, Наука и техника, 1987);
- «Материальная культура. Полесье» (Київ, Наукова думка,1988);
- «Украинские Карпаты. Культура» (Київ, Наукова думка, 1988);
- «Лемківщина»(Львів, 1999);
- «Історія Гуцульщини». Т.6 (Львів, 2001) у спів. З М. Білан;
- «Історія української культури»— автор розділів у 2-му т. і 4-му — кн. 1;
- «Етногенез та етнічна історія населення українських Карпат. Т.2. Етнологія та мистецтвознавство» (Львів, 2006),
- «Україна козацька держава» (2004) та ін.

Бере активну участь у написанні розділів до «Історії українського декоративного мистецтва України», які виконуються в ІМФЕ ім. М. Рильського НАН України.
У колективі співавторів працювала над навчальними посібниками і підручниками « Українське народознавство» (Львів, 1994), «Нариси з історії зарубіжного декоративно-ужиткового мистецтва» (Київ, 1995), «Українське народознавство: підручник» (Київ, Знання, 2004).
Наукову роботу успішно поєднує з педагогічною. Серед її учнів є відомі художники, учасники багатьох виставок, наукові співробітники, педагоги, мистецтвознавці. Під її керівництвом захищено 24 кандидатів мистецтвознавства. Галина Стельмащук є членом двох Спеціалізованих вчених рад по захисту кандидатських і докторських дисертацій у Львівській національній академії мистецтв та Інституті мистецтвознавства фольклористики та етнології ім. М. Т. Рильського НАН України (Київ), членом експертної Ради ВАК України.
У мистецькому світі її знають як організатора мистецьких акцій, куратора виставок, автора каталогів і критичних статей, а також статей про художників в Енциклопедії сучасної України.

## Праці

### Монографії, упорядкування
- Народный костюм украинского Полесья конца ХIХ — нач. ХХ  в.: Автореф. дис.… канд. ист. наук / АН БССР. Ин-т этнографии, фольклора и искусствоведения. — Минск, 1983. — 25 с.
- Український народний одяг ХVII — початку ХІХ ст. в акварелях Ю. Глоговського / АН Української РСР. Ін-т мистецтвознавства, фольклору та етнографії ім. М. Т. Рильського. Львів. від-ня. — К.: Наукова думка, 1988. — 272 с. (у співавторстві з Д. Крвавичем).
- Традиційні головні убори українців / АН України. Ін-т народознавства. — К.: Наукова думка, 1993. — 240 с.
- Традиційні головні убори українців (Функції: Класифікація. Символи та обереги. Художні особливості.): Автореф. дис. … д-ра мистецтвознавства / Львівська академія мистецтв. — Львів, 1994. — 50 с.
- Український стрій / Ін-т народознавства НАН України, Львівська академія мистецтв, Українська академія друкарства. — Львів: Фенікс, 2000. — 328 с. (у співавторстві з  М. С. Білан).
- Давнє вбрання на Волині: етнографічно-мистецтвознавче дослідження. — Луцьк, 2006. — 282 с.
- Екслібриси родини Опанащуків. — Львів, 2006. — 80 с.
- Микола Опанащук. Графіка. Малярство. — Львів, 2007. — 180 с.
- Ярослав Стадник: Малярство. Графіка. Сакральний живопис. Прикладне мистецтво./ Альбом. — Флорида-Floryda, 2009. — 98 c.
- Український стрій / Навчальний посібник: Допущено  Міністерством освіти і науки України як навчальний посібник для вищих і середніх навчальних закладів. Друге видання. — Львів: Апріорі, 2011. — 310 с. (у співавторстві з  М. С. Білан).
- Українське народне вбрання. — Львів: Апріорі, 2013. — 256 с.
- Українські народні головні убори. — Львів: Апріорі, 2013. — 276 с. (Лауреат номінації «Унікальна Україна», 2013, Лауреат премії президента України «За вагомий внесок в українознавство», 2016).
- Українські митці у світі. Матеріали до вивчення історії українського мистецтва ХХ ст. — Львів: Апріорі, 2013. — 520 с. (Відзнака нагрудним знаком ЛО Ради, 2013).
- Львівська національна академія мистецтв / Упорядники: І. Голод, Г. Стельмащук, Р. Шмагало, М. Якуб'як. — Львів, 2006. — 60 с.
- Мистецтвознавчий автограф / Збірник наукових праць кафедри історії і теорії мистецтва Львівської Національної академії мистецтв. Випуск 1. / Головний редактор і упорядник Г. Стельмащук. — Львів, 2006. — 168 с.
- Мистецтвознавчий автограф / Збірник наукових праць кафедри історії і теорії мистецтва Львівської Національної академії мистецтв. Випуск 2. / Головний редактор і упорядник Г. Стельмащук. — Львів, 2007. — 268 с.
- Мистецтвознавчий автограф / Збірник наукових праць кафедри історії і теорії мистецтва Львівської Національної академії мистецтв. Випуск 3. / Головний редактор і упорядник Г. Стельмащук. — Львів, 2008. — 431 с.
- Мистецтвознавчий автограф / Збірник наукових праць кафедри історії і теорії мистецтва Львівської Національної академії мистецтв. Випуск 4—5 / Головний редактор і упорядник Г. Стельмащук. — Львів, 2009—2010. — 400 с.
- Мистецтвознавство України. Збірник наукових праць. Спецвипуск / Національна академія мистецтв України, Інститут проблем сучасного мистецтва НАМУ, Львівська національна академія мистецтв / Упор. Стельмащук Г. Г. — Львів: Афіша, 2011. — 424 с.
- Мистецтвознавчий автограф: збірник наукових праць кафедри історії і теорії мистецтва Львівської Національної академії мистецтв / Упор. Стельмащук Г. Г. — Львів: Сполом, 2014. Вип. 6-8. — 320 с.
- Христина Кишакевич–Качалуба: корені роду, спадкоємність поколінь, художня творчість: Графіка. Скульптура. Малярство. Реставрація творів. Декоративно–ужиткове мистецтво. — Львів: Апріорі, 2018. — 315 с.
- Українське народне вбрання. — Львів: Література та мистецтво, 2019. — 256 с.
- Марія Гарасовська–Дачишин. Україна і світ у творчості мисткині. — Львів: Апріорі, 2020. — 148 с.
- Історія традиційних українських прикрас. — Київ: ТОВ «Балтія-Друк», 2020. — 186 с. (у співавторстві з Г. Врочинською).
- Традиційний стрій етнографічних груп українців Карпат / Інститут народознавства НАН України, Національна академія мистецтв України, Львівська національна академія мистецтв. — Львів: Апріорі, 2021. — 212 c. (книга перемогла у мистецькому конкурсі «Книжкові проєкти до 30–ї річниці Незалежності України», що був оголошений Міністерством культури та інформаційної політики України).
- Князь Всеволод Кармазин–Каковський: художня творчість, науково–дослідницька праця, педагогічна діяльність. — Львів: Література та мистецтво, 2022. — 180 с.

### Каталоги, альбоми
- Стельмащук Г. Виставка одягу Степаниди Грицай: Проспект / Львівське відділення Інституту мистецтвознавства, фольклору та етнографії імені М. Т. Рильського АН УРСР. — Львів, 1984. — 16 с. (у співавторстві з Р. Чугай).
- Стельмащук Г. Виставка творів Богдана Валька / Львівська орг. Спілки художників УРСР, Львівське відділення Інституту мистецтвознавства, фольклору та етнографії імені М. Т. Рильського АН УРСР. — Львів, 1984. — 16 с. (у співавторстві з М. С. Білан).
- Стельмащук Г. Микола Опанащук. Графіка. Малярство: Каталог. — Torun: Regionalny Osrodok Studiow I Ochrony Srodowiska Kulturowego w Toruniu, 1997. — 17 с.
- Діловий світ України'99: Спецвипуск: Каталог / Компанія-Паритет; Над каталогом працювали: В. Наконечний, Г. Стельмащук та ін. — Львів, 1999. — 726 с.
- Мистецтво. ART: Каталог. — Львів, 1999. — 24 с.
- У XXI століття з мистецтвом: Довідник-Каталог (147 художників, дані творчості та біографії). — Львів, 2002. — 279 с. (Куратор художньої виставки у Львівському палаці мистецтв 23 березня 2002 р.).
- Стельмащук Г. Графіка Миколи Опанащука: Каталог виставки / Львівський Національний музей, Національна спілка художників, Львівська академія мистецтв. — Львів, 2004. — 19 с.
- Гатальська Н. Івашків Г. Поетика волинського вбрання: науково-художня реконструкція. 20 листівок з підписами / Стаття Г. Стельмащук. — Луцьк, 2005.
- Стельмащук Г. Опанащук: графіка, малярство. // Каталог виставки / Тернопільський художній музей, Національна спілка художників, Львівська академія мистецтв. — Тернопіль, 2005. — C. 6.
- Стельмащук Г. Вступна стаття // Роман Дмитрик / Альбом. — Львів, 2008. — C. 4-13.
- Стельмащук Г. Вступна стаття // Марта Суханя / Альбом. — Львів, 2008. — С. 8—11.
- Стельмащук Г. Вступна стаття // Василь Боднарчук. Альбом. — Львів, 2008. — C. 76-77.
- Стельмащук Г. Г. Лемківський весільний стрій // Лемківський календар на 2005 р. — Львів, 2004. — С. 129—133.

## Відзнаки
- Нагрудний знак МОН України «Відмінник освіти».
- Грамота міського голови (2000).
- Лауреат премії ЛОДА імені Святослава Гординського (2002).
- Нагрудний знак «За наукові досягнення» (2006).
- Диплом Волинської ОДА, за книгу «Давнє вбрання Волині» (2007).
- Грамота Міністерства освіти і науки, молоді та спорту (2010/2011).
- Нагрудний знак «Петро Могила» (2011).
- Подяка «За вагомий внесок у розвиток науки та освіти у м. Львові та з нагоди Дня науки» (2013).
- Нагрудний знак і відзнака Львівської обласної ради (2013).
- Срібна медаль м. Львова до ювілею 70-ліття (2013).
- Золота медаль Національної Академії мистецтв України «За значні творчі досягнення» (2013).
- Срібний значок ЛНАМ (2013).
- Диплом за особистий внесок у розвиток освіти і науки України, мистецьку та педагогічну діяльність. МОН України, ЛНАМ (2015).
- Лауреат премії  президента України «За вагомий внесок в українознавство» (2016).
- Орден княгині Ольги III ступеня.
- Золота медаль ЛНАМ.
- Медаль «Шана українським науковцям. 1918-2018».
- Орден мистецтва 1 ступеня України (2023).